# Rektor Univerzity Karlovy
Rektor Univerzity Karlovy je volený akademický orgán. Představuje hlavu celé univerzity a je ztělesněn osobou z její akademické obce. Vysokou školu zastupuje navenek a jedná jejím jménem. Od února 2022 je 509. rektorkou profesorka Milena Králíčková jako první žena v této funkci od založení univerzity.

## Historie
Rektor býval od středověku vrcholným reprezentantem volené univerzitní samosprávy. Z nejstaršího období existence pražské univerzity se nedochovaly rektorské úřední knihy. Z tohoto důvodu nejsou známa jména všech rektorů v předhusitském období. Funkce rektora existovala snad již od založení univerzity a rektoři bývali po své volbě do úřadu uváděni ve svatovítské katedrále. Nesporně lze funkci rektora v Praze sledovat od roku 1358. První v pramenech jménem doložený rektor pražského vysokého učení byl roku 1366 Jindřich z Etwatu. Nejstarší doložená volba rektora se konala v roce 1368, kdy byl rektorem zvolen mistr Jindřich z Nanexen.
Rektor byl původně volen na jeden rok. Od poloviny osmdesátých let 14. století byl volen jen na jeden semestr a volba probíhala vždy o svátcích sv. Jiří a sv. Havla, od roku 1403 první všední den po těchto svátcích. V době husitských válek se rektorský mandát opět prodloužil na rok a docházelo i k různým nepravidelnostem.

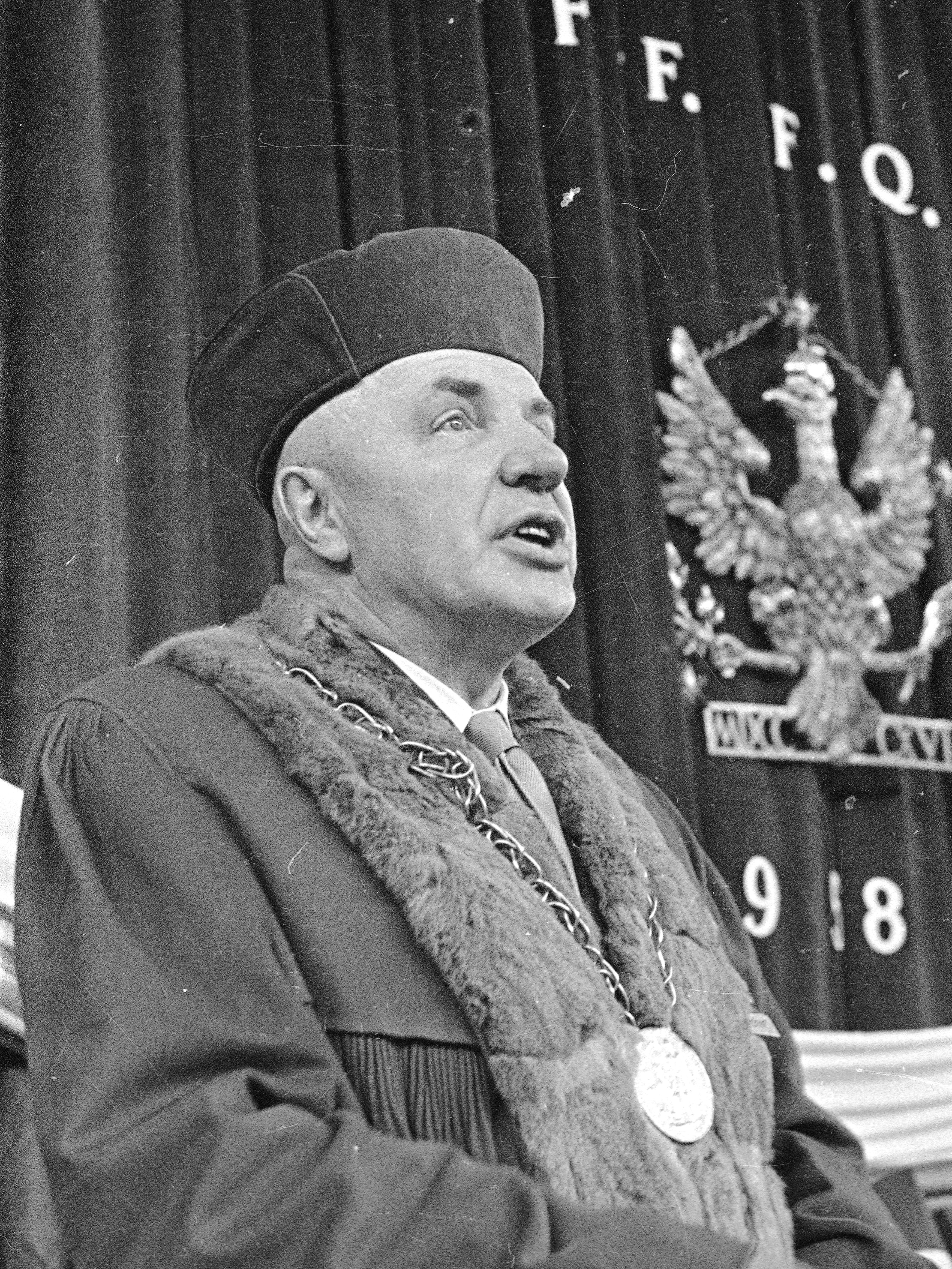
Jaroslav Procházka, rektor v letech 1958–1966

Mezi roky 1638–1654 byl rektorský úřad zrušen a císař Ferdinand III. řídil univerzitu skrze úředníka, tzv. protektora. Od přijetí univerzity mezi zemské stavy císařem Leopoldem II. v roce 1791 vznikl předpoklad účasti rektora na zemském sněmu. K jeho účasti poprvé došlo až v roce 1845.
S nástupem komunistického totalitního režimu byla zákonem o vysokých školách z roku 1950 zrušena volba rektora. K výběru kandidáta byl založen Státní výbor. Fakticky však o nominantu rozhodoval Ústřední výbor KSČ. Prezident republiky rektora jmenoval na tříleté období na návrh vlády. Zákon z roku 1956 již neobsahoval tříletý mandát. Rektor Jaroslav Procházka tak ve funkci setrval od akademického roku 1956/1957 osm let, dokud nebyl roku 1966 – v době uvolnění – schválen zákon, jenž opět zavedl tajnou volbu členy vědecké rady univerzity na tři roky, a to nejvýše ve dvou navazujících obdobích. V roce 1969 se po okupaci Československa ze srpna 1968 stal rektorem Josef Charvát, který však nebyl potvrzen ministrem školství. V roce 1970 jej nahradil Bedřich Švestka, vybraný a vnucený komunistickou stranou, ačkoli byl formálně zvolen pozměněnou vědeckou radou. V roce 1976 se pak naposledy v komunistickém zřízení uskutečnila rektorská volba i inaugurace ve Vlasteneckém sále Karolina. Poté, až do sametové revoluce, byl rektor podle zákona z roku 1980 pouze jmenován prezidentem republiky na návrh vlády, a to bez stanovení délky mandátu.

## Insignie a inaugurace

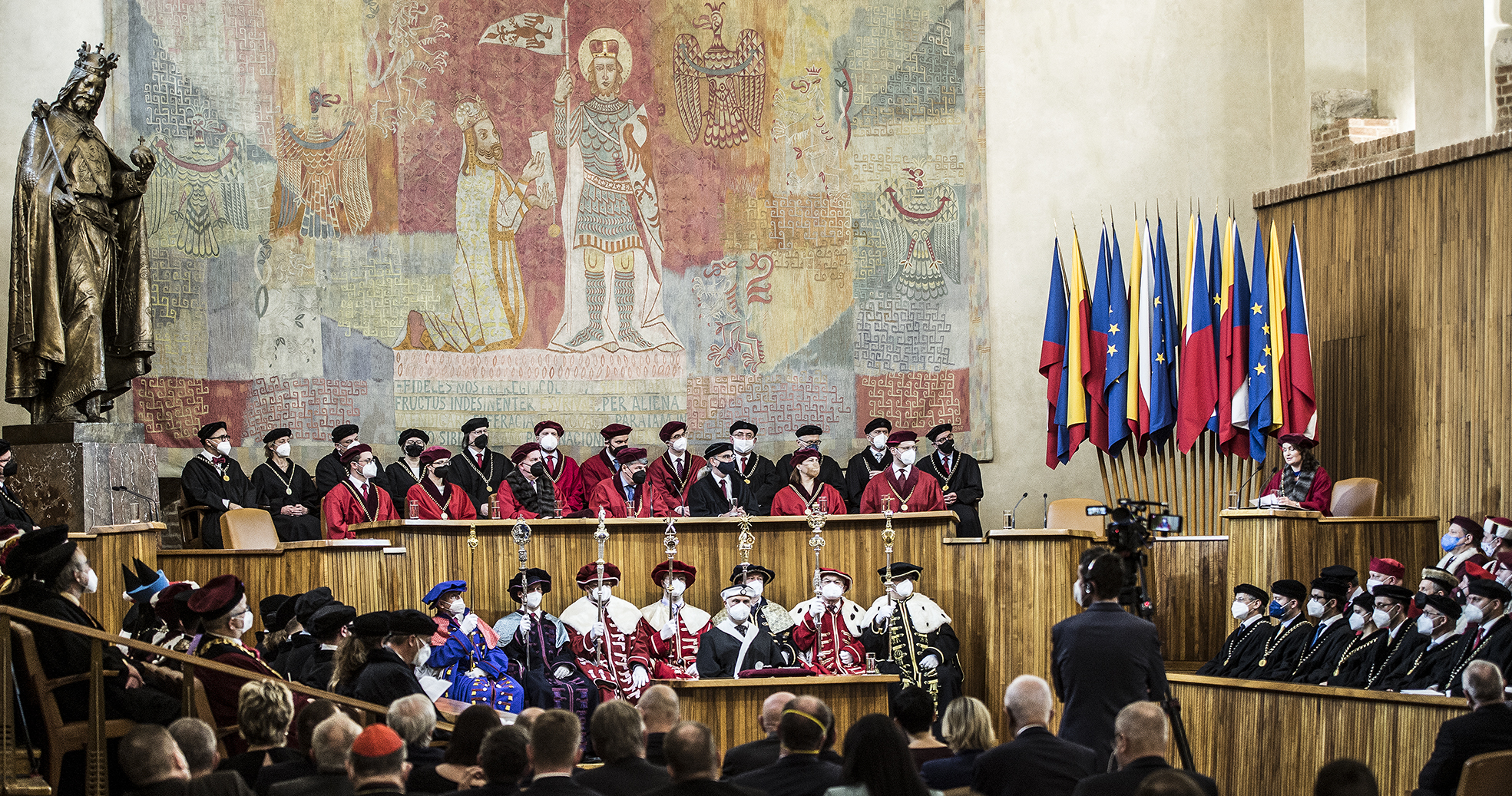
Inaugurace rektorky Mileny Králíčkové v Karolinu

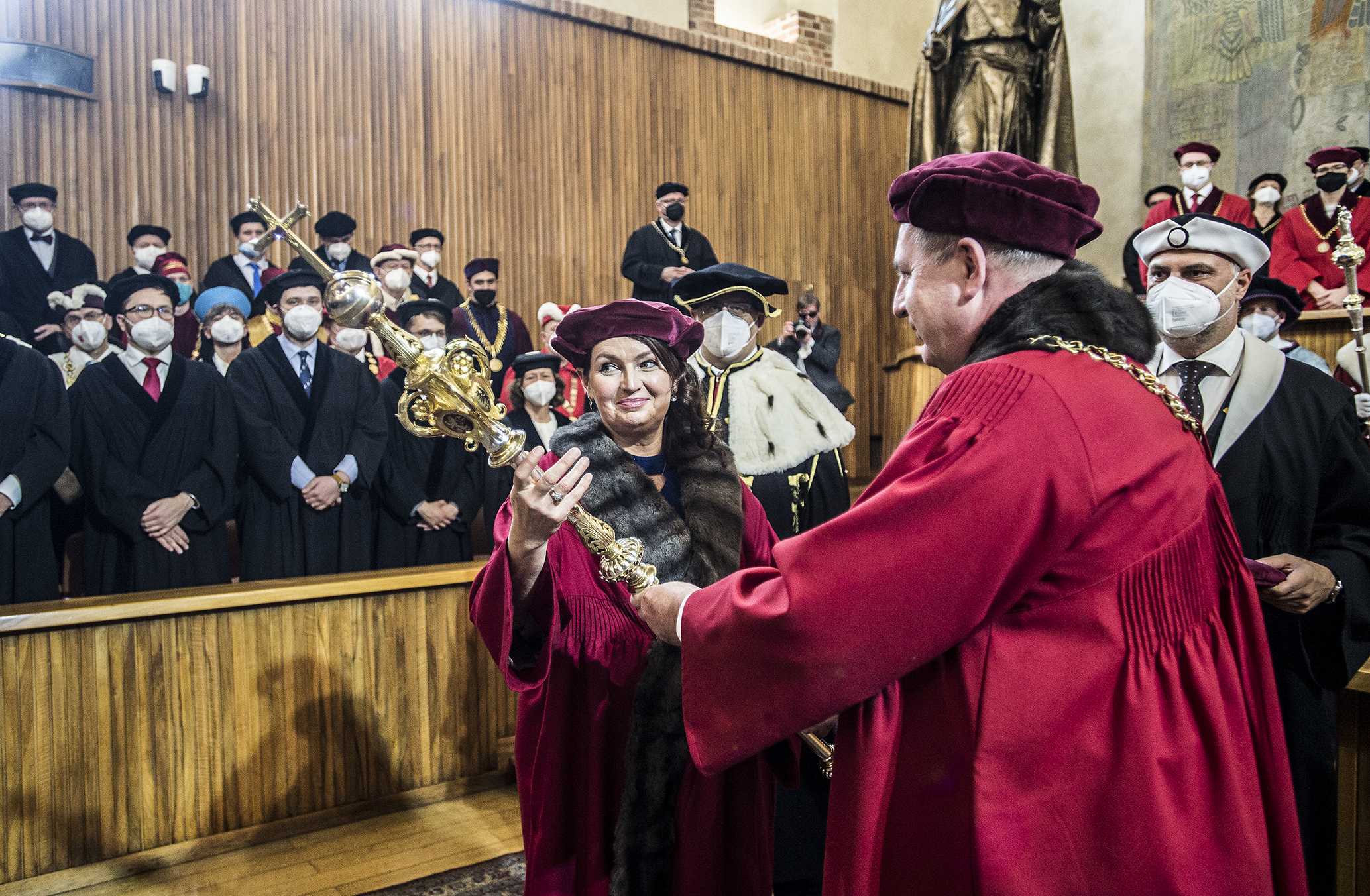
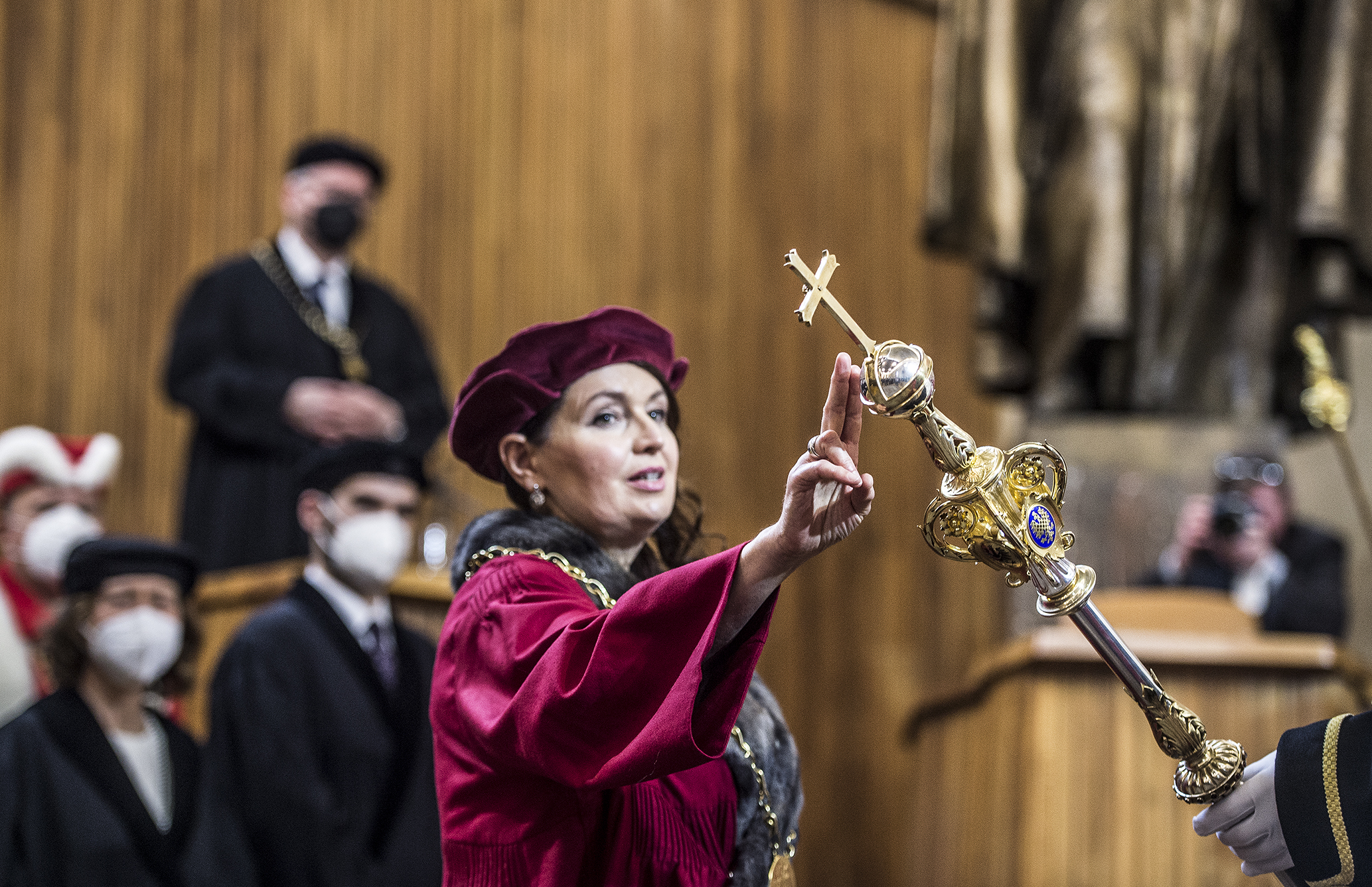
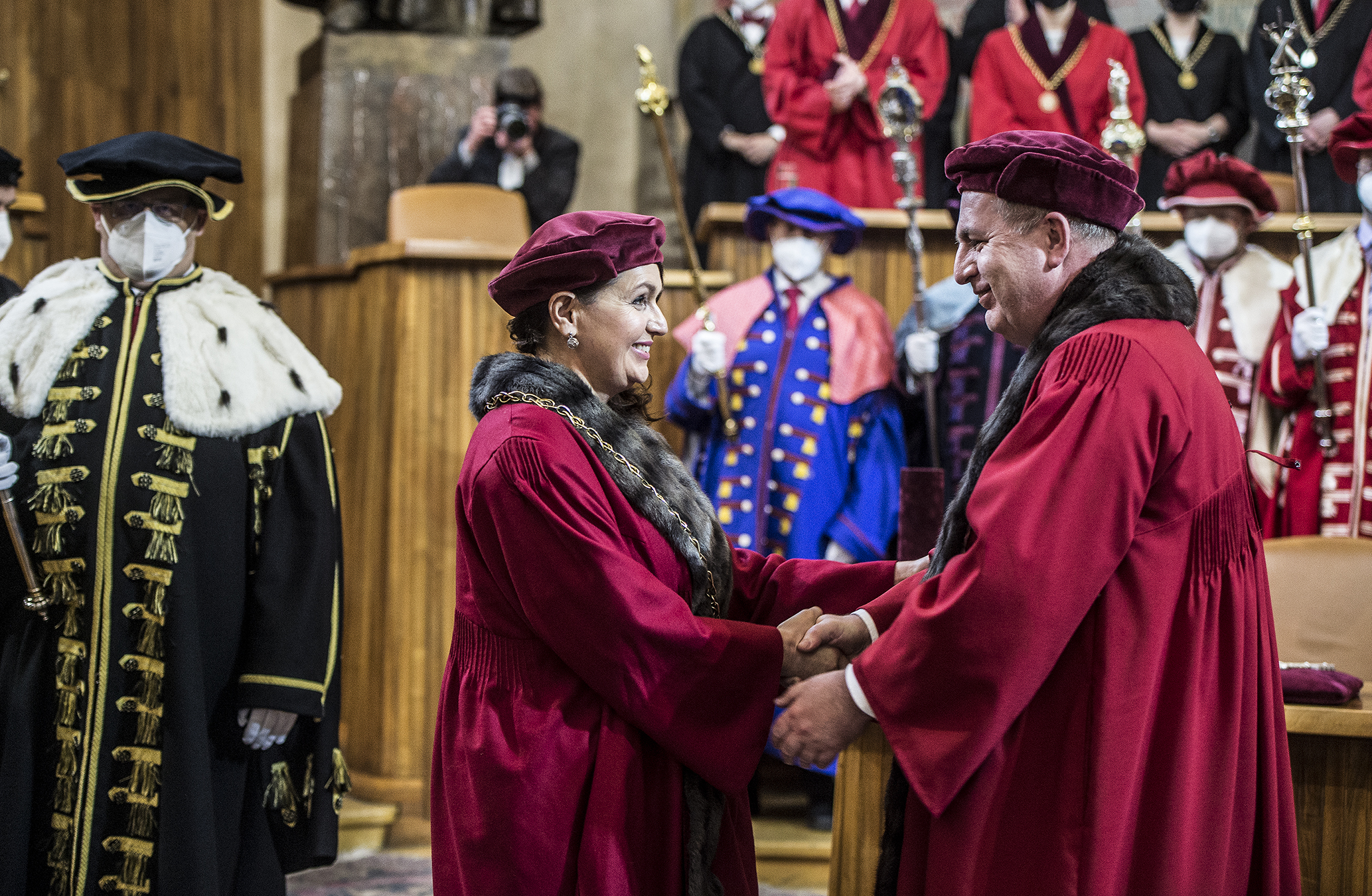
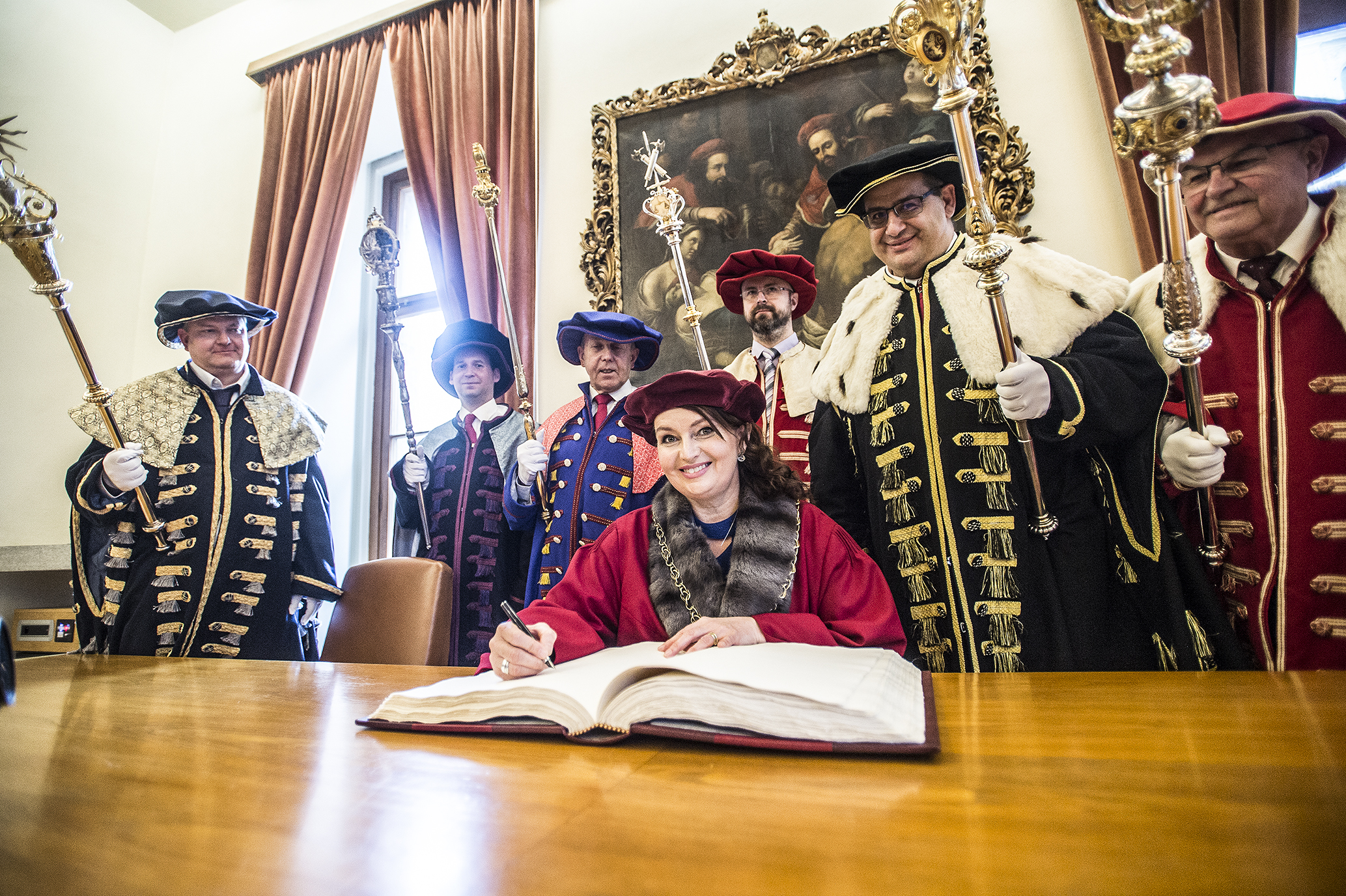

Insignie představují výsostné znaky instituce, jejíž moc je přenesena na hodnostáře, kteří jsou zmocněni insignie nosit. Rektorské insignie navenek vyjadřují pravomoci a odpovědnost hlavy univerzity. Nošeny jsou při slavnostních ceremoniích a událostech. Na rozdíl od středověku je jejich význam především symbolický.
- Pečetidlo – symbolizuje univerzitu, jakožto instituci státu a vyjadřuje všechna práva, která stát svěřil a propůčil univerzitě. Vyobrazen je na něm český a římský král, který v pokleku podává složenou základní listinu s visutou pečetí svatému Václavovi. Stříbrné pečetidlo pochází z počátku vysokého učení.[4]
- Žezlo – originál vyrobil zlatník Jan Tengler podle návrhu Bedřicha Wachsmanna z roku 1883. Žezlo bylo v 50. letech dvacátého století zrestaurováno jeho vnukem Aloisem Tenglerem. Ten pro snazší manipulaci žezlo rozdělil na dva sešroubované díly, s délkou stonku 131 cm. Žezlo od založení univerzity symbolizuje rektorskou pravomoc nad akademickou obcí; nosí jej pedel. Univerzita disponuje i dalšími žezly.[pozn. 1]
- Katénní medaile (medaile zavěšená na řetězu) – medaile je na 120cm dlouhém řetězu z 25 článků, s dvojnásobně provlékaným uzlem. Medaili univerzitě věnovalo České vysoké učení technické v roce 1948. Jejím zhotovitelem se stal Otakar Španiel. Líc obsahuje oraz pečetního pole nejstaršího pečetidla s opisem „Rector Magnificus Universitatis Carolinae Pragensis“. Na rubu je opis „Universitě Karlově České vysoké učení technické“. Medaile vyjadřuje důstojnost nejvyššího akademického úřadu univerzity a symbolizuje práva propůjčená rektoru.
- Klíč – vyrobený v secesním stylu podle návrhu výtvarníka Franty Anýže z roku 1901. Představuje symbol správy majetku a jmění univerzity.
- Prsten – symbolizuje nerozdílné pouto s akademickou obcí univerzity.[1][5]

K dalším univerzitním insigniím se řadí šestnáct medailí akademických hodnostářů zavěšených na řetězech, medaile děkana Katolické teologické fakulty, medaile děkana Evangelické teologické fakulty a medaile děkana Husitské teologické fakulty.
Inaugurace (instalace, dobově také komendace, konfirmace, investitura) rektora, zvoleného v říjnu předchozího roku, probíhá ve Velké aule Karolina. Aula vznikla v roce 1386 rekonstrukcí hodovní síně dvorního bankéře Rotleva v paláci, který roku 1383 daroval král Václav IV. pražskému vysokému učení. Až na výjimky se od počátku inaugurace rektorů odehrávala ve Velké aule. Obřad se průběhem podobá imatrikulaci. Z Týnského chrámu se do Karolina vrátil v roce 1873 v souvislosti s ústupem náboženské složky a dominancí profánního charakteru. Jeho průběh získal moderní podobu ve dvacátém století, se zachováním rituálních částí v podobě slavnostního průvodu, předání inauguračních insignií a vrcholném aktu, samotném slibu. Rektorovi jsou při obřadu předány tzv. inaugurační insignie – pečetidlo, klíč a prsten. Slib „Spondeo ac policeor“ je pronesen přiložením dvou prstů na žezlo. Natupující hlava univerzity se jím zavazuje k výkonu funkce podle nejlepšího svědomí, k obraně všech práv plynoucích ze zákona a k úsilí o rozkvět univerzity.
Zatímco vzhled taláru pedela zůstal nezměněn od šestnáctého století, podoba talárů rektora, kvestora, profesorů a děkanů byla vytvořena ve století dvacátém. Rektorský talár má purpurovou barvu a je opatřen šálovým límcem z šedivé kožešiny, tzv. popelky. Prorektoři nosí límce s červeným sametem a ostatní funkcionáři s černým sametem.
Původní šat univerzitních hodnostářů byl zrušen císařem Josefem II. v roce 1784, s cílem vyjádřit nadvládu státní moci nad univerzitami. Obřadní šat soukenných talárů univerzita obnovila v roce 1922, nejdříve pro rektora a děkany, po druhé světové válce i pro další hodnostáře. Předlohou se stala reverenda, renesančně humanistický oděv vzdělanců.

## Pravomoce
Rektor jedná za univerzitu navenek, činí rozhodnutí, kterými disponuje na základě vysokoškolského zákona České republiky. Je členem České konference rektorů.
Rektor jmenuje a odvolává děkany sedmnácti fakult univerzity, kvestora, prorektory, členy vědecké rady a disciplinární komise univerzity, předkládá rozpočet, výroční zprávu o hospodaření a hodnocení a vydává opatření. 

## Charakteristika
Rektora jmenuje a odvolává na návrh Akademického senátu Univerzity Karlovy prezident České republiky. Návrh na jmenování je předkládán prostřednictvím ministra školství, mládeže a tělovýchovy, který také navrhuje mzdu. Funkční období je čtyřleté a stejná osoba může funkci vykonávat nejvýše dvě po sobě jdoucí období.
Úřad výkonu funkce se nazývá rektorát a sídlí v Karolinu.
V roce 2024 činil měsíční plat rektora 175 tisíc Kč, v období od listopadu 2023 do listopadu 2024 i s odměnami pak průměrně 293 tisíc Kč.

## Kolegium rektorky
Kolegium rektorky představuje stálý poradní orgán rektora.
- prof. MUDr. Milena Králíčková, Ph.D. – rektorka
  - Mgr. et Mgr. Věra Jourová – prorektorka pro rozvoj lidských zdrojů a nové technologie; pověřena řízením agendy vnějších vztahů
  - prof. PhDr. Ladislav Krištoufek, Ph.D. – prorektor pro vědeckou a tvůrčí činnost
  - prof. RNDr. Markéta Martínková, Ph.D. – prorektorka pro studijní záležitosti
  - doc. MUDr. Jan Polák, Ph.D., MBA – prorektor pro koncepci a kvalitu studia
  - prof. RNDr. Tomáš Skopal, Ph.D. – prorektor pro informační technologie
  - prof. PhDr. Eva Voldřichová Beránková, Ph.D. – prorektorka pro zahraniční záležitosti
    - Ing. Lenka Henebergová – členka kolegia pro sociální záležitosti a udržitelný rozvoj
    - Mgr. et Mgr. David Hurný – člen kolegia pro rozvoj pedagogických kompetencí akademických pracovníků
    - prof. PhDr. Lenka Rovná, CSc. – členka kolegia pro 4EU+
    - Andrea Rashovska – zástupkyně studentů
    - Mgr. Martin Maňásek – kvestor
    - Mgr. Petra Štanclová – kancléřka Univerzity Karlovy
    - JUDr. Ing. Josef Staša, CSc. – předseda Akademického senátu Univerzity Karlovy